# 波罗兹克省

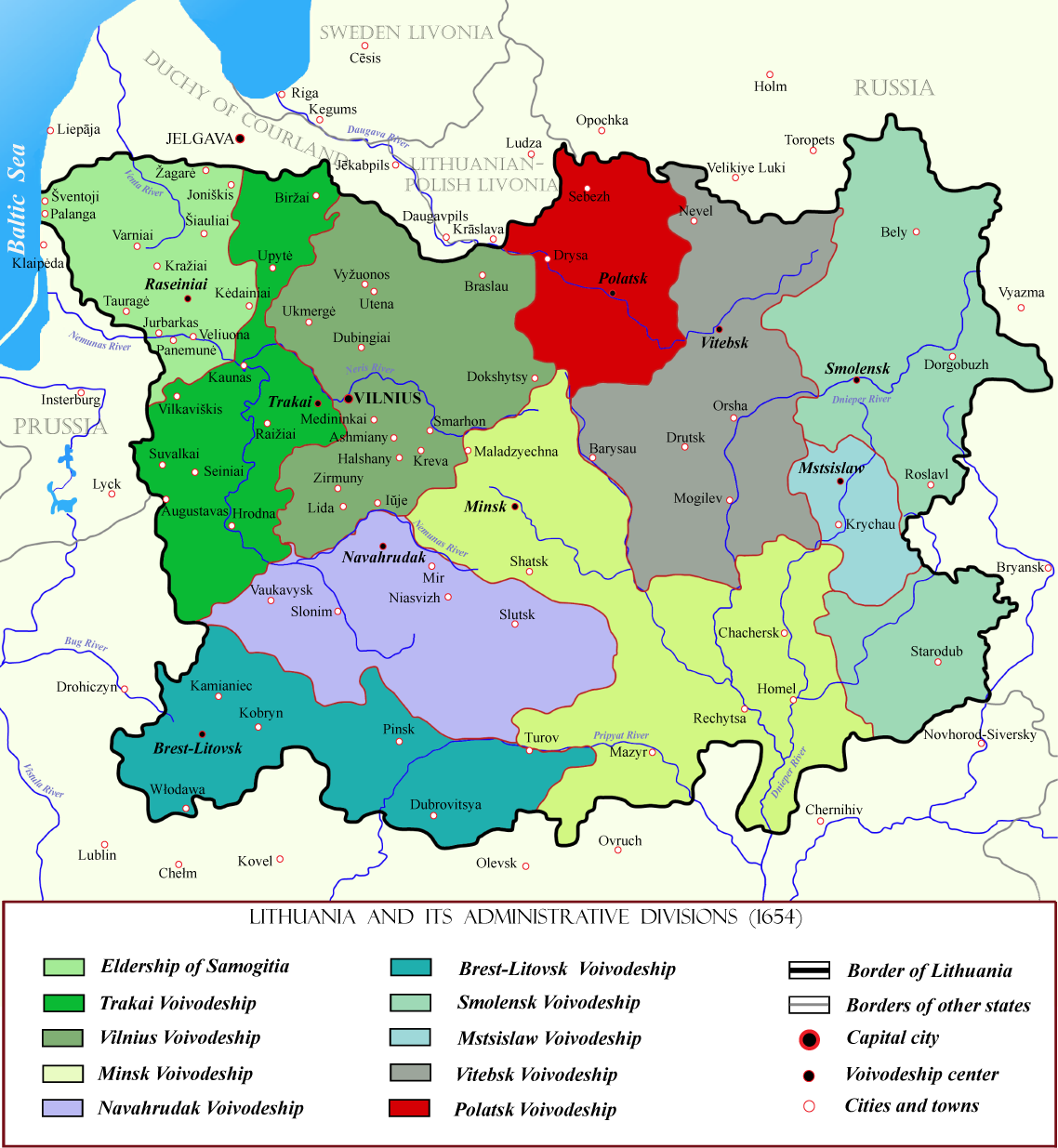
波罗兹克省（红色）

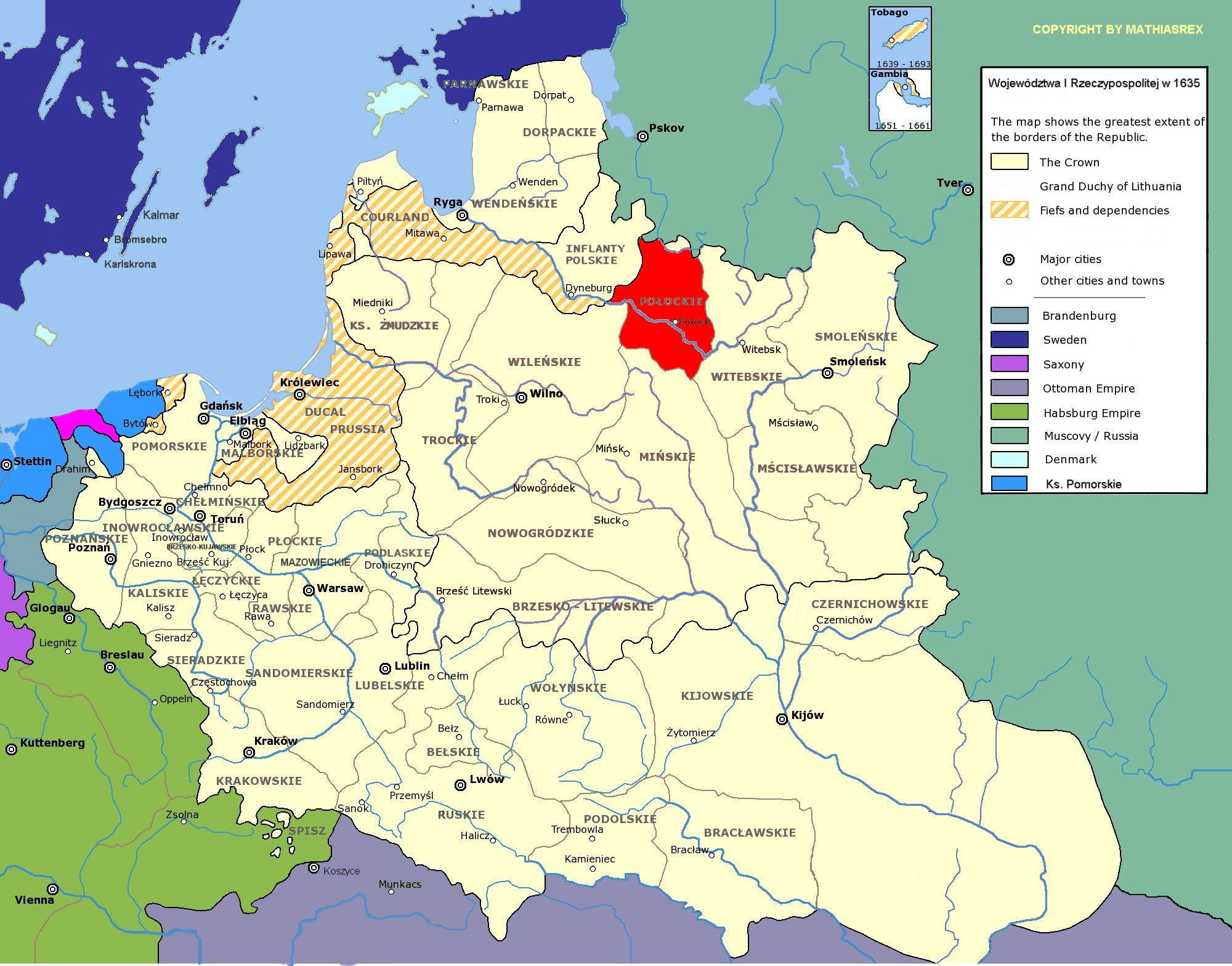
波罗兹克省在波兰立陶宛联邦的位置

波罗兹克省（波蘭語：Województwo Połockie）是一个15世纪建立，1795年瓜分波兰时撤销的立陶宛大公国（自1569年起属于波兰立陶宛联邦）行政区划和地方政府。

## 行政部门所在地

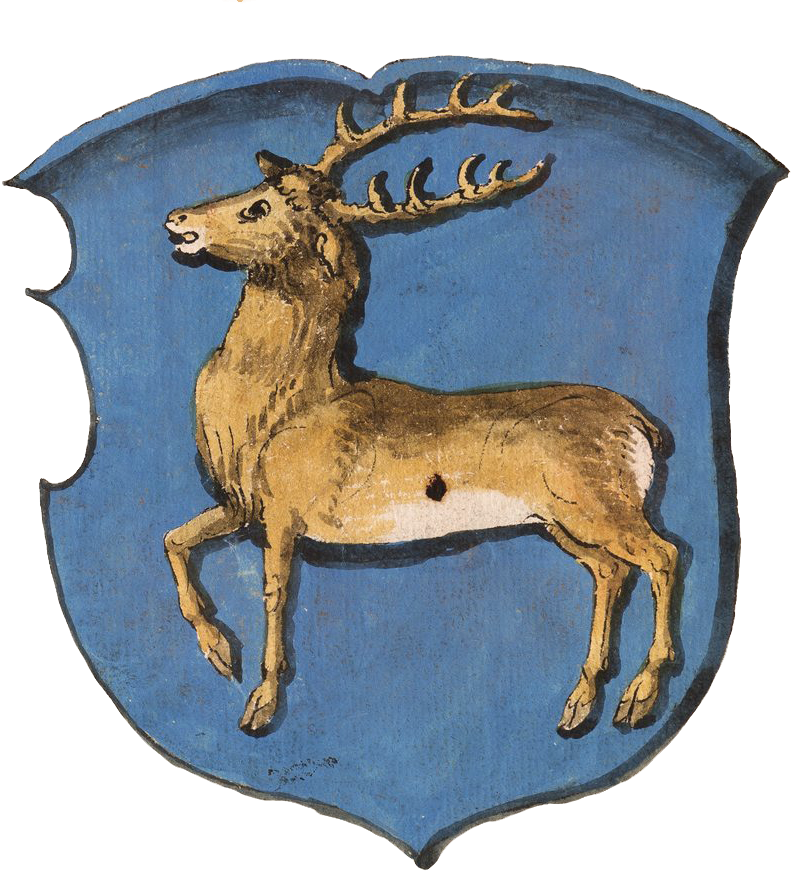
波罗兹克省省徽

省总督（Wojewoda）所在地：
- 波罗兹克